# William Hugh Gower
William Hugh Gower (Norwich, 2 de marzo de 1835 - Wandsworth, 30 de julio de 1894) fue un orquideólogo y criador en Londres, conocido principalmente por sus artículos sobre horticultura de las orquídeas en publicaciones como Garden.

## Biografía
Fue durante muchos años un prolífico escritor sobre temas hortícolas, principalmente orquídeas, su contribución a la Revista Garden siendo quizás lo más valioso. Fue coautor con James Britten de una pequeña obra titulada Orquídeas para Amateurs; también ayudó a BS Williams & Sons en la preparación de sus diversas publicaciones. Fue durante algún año jefe horticultor de los Dtos. Orquideaceae y de helechos, en el Real jardín botánico de Kew, retirándose en 1885. Formó una colección de especímenes secos y fotos de plantas de jardín de todo tipo, que después de su muerte fue comprado y compartidos por Kew y el Jardín Botánico de Edimburgo .

## Algunas publicaciones

### Libros
- 1886. Orchids for Amateurs ... Con James Britten. Ed. 	Country Office, 236 pp.

## Eponimia
- (Orchidaceae) Cypripedium × goweri hort.[2]
- (Orchidaceae) Pleione goweri Kuntze[3]